# Kalimán Asen I
Kalimán Asen I (búlgaro: Калиман I Асен, o comúnmente, aunque con menor precisión, Коломан Асен I, Colomán Asen I) reinó como zar de Bulgaria desde 1241 hasta 1246. Kalimán era hijo de Ivan Asen II y de Ana María de Hungría. Sus abuelos maternos fueron Andrés II de Hungría y Gertrudis de Merania.

## Nombre
Kalimán nació alrededor de 1234, y murió en 1246. El nombre de Kalimán (Colomán) provenía del de su tío materno, el príncipe Colomán de Hungría.

## Reinado

Bulgaria durante el reinado de Kalimán y de su sucesor Miguel II Asen.

El reinado de Kalimán Asen I se caracterizó por el debilitamiento gradual del Estado búlgaro. Dado que, al ascender al trono, el emperador tenía siete años de edad, el país estuvo gobernado por una regencia, presidida por el patriarca Joaquín I.
A principios del reinado, Bulgaria fue invadida por los mongoles de la Horda de Oro de Batu Kan, que se retiraron a cambio del pago de un tributo anual.

La influencia de Bulgaria en las vecinas Serbia y Tesalónica se desvaneció, aunque las fronteras del vasto Estado búlgaro permanecieron inalteradas hasta la muerte prematura de Kalimán. Hay indicios de que las autoridades locales se aprovecharon de la juventud del gobernante para abusar del poder en las provincias, por ejemplo en Melnik.
En 1245 el papa Inocencio IV le envió una carta a este para tratar de lograr la unión de la Iglesia búlgara con la católica.
El cronista bizantino Jorge Acropolita atribuyó la muerte de Kalimán, acaecida en agosto o septiembre de 1246, a causas naturales o a un envenenamiento. A Kalimán le sucedió su joven medio hermano Miguel II Asen.